# Dornie
Dornie (gael. An Dòrnaidh) – nieduża miejscowość nad Loch Duich w Górach Kaledońskich w Szkocji, położona przy trasie na wyspę Skye przez Kyle of Lochalsh.
W sąsiedztwie wsi znajduje się znany zamek Eilean Donan.